# Suzanne Osten
Carlota Suzanne Osten (Stoccolma, 20 giugno 1944 – Stoccolma, 29 ottobre 2024) è stata una regista e sceneggiatrice svedese, vincitrice nel 1986 del premio Guldbagge come miglior regista.

## Biografia
Figlia di Karl Otto Osten e della critica cinematografica Gerd Osten, si laureò all'Università di Lund, dove esordì come regista teatrale.

## Filmografia

### Cinema
- Bröderna Mozart (1986)
- Skyddsängeln (1990)

## Riconoscimenti
Guldbagge
1987 – Miglior regista per Bröderna Mozart
2021 – Premio Guldbagge onorario
European Film Awards
1990 – Candidatura miglior sceneggiatura per Skyddsängeln